# Coriolà
|  | Aquest article tracta sobre la biografia romana. Vegeu-ne altres significats a «Coriolà (desambiguació)». |

Gneu Marci Coriolà (en llatí: Cnaeus Marcius Coriolanus) és un heroi llegendari romà. La tradició el fa descendent del rei Anc Marci.

## Origen
Segons la tradició romana, Gneu Marci era fill de Vetúria i d'un home que va morir quan Coriolà era molt jove. El va educar la seva mare a qui estimava molt i es va convertir en un patrici ardit i valent que destacà pel seu temperament impetuós i orgullós.
Se suposa que va lluitar al llac Regil i que hi va guanyar una corona cívica. El sobrenom de Coriolà s'atribueix al fet que, durant la guerra entre els volscs i Roma, la capital dels volscs, Corioli, va ser assetjada i ocupada per Gai Marci al capdavant d'un grapat de valents que van expulsar els volscs; per aquesta gesta va rebre l'agnomen de Coriolà.

## La fugida amb els volscs
Tot i aquesta victòria, quan va ser candidat a cònsol no en resultà elegit i va començar a ordir la revenja. Quan una fam va assolar Roma, un príncep grec de Sicília va enviar gra, però Coriolà va demanar de no repartir-lo entre els plebeus a menys que renunciessin als seus tribuns. Aquesta actitud li va costar la condemna i desterrament i es va refugiar al territori dels volscs, oferint els seus serveis contra Roma.
El rei volsc Atti Tul·li aviat va declarar la guerra a Roma i va nomenar Coriolà capità general de l'exèrcit volsc. Coriolà no va decebre'l, i va conquerir, saquejar i cremar moltes ciutats.
Quan era acampat a les Fosses Cluílies, prop de Roma, els romans alarmats li van enviar delegats (cinc consulars) que li van oferir restaurar-lo en els seus drets de ciutadà romà, però ell va rebutjar la proposta a menys que els romans retornessin als volscs totes les terres que en algun moment els havien arrabassat i els donessin a tots la ciutadania romana; els delegats van rebutjar-ho.

### Els precs de la mare Vetúria

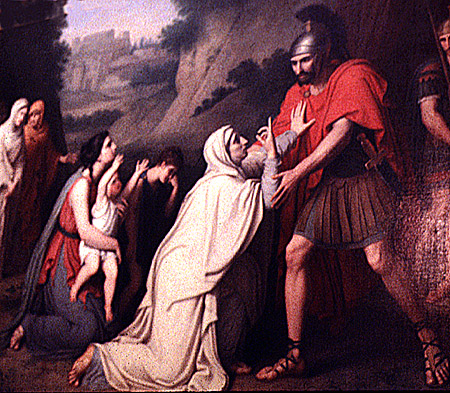
Els precs de la mare Vetúria davant Coriolà per evitar l'assalt de Roma, per Gaspare Landi

Llavors Roma va enviar deu senadors dels més importants, després tots els pontífexs i àugurs però Coriolà no els va voler escoltar. A proposta de la matrona romana Valèria, la metròpoli va enviar a parlamentar la seva mare Vetúria i la seva dona Volúmnia amb els seus dos fills i al final les seves súpliques van fer efecte.
Coriolà es va retirar de la rodalia de Roma amb el seu exèrcit i va viure exiliat amb els volscs fins a la seva mort, si bé altres historiadors creuen que va ser jutjat per Roma i mort per lapidació. Per commemorar els fets es va erigir un temple dedicat a la Fortuna Muliebris ('Fortuna femenina'), i Valèria en va ser nomenada la primera sacerdotessa.

## Dubtes historiogràfics
Aquests fets se suposa que van passar als primers anys del segle v aC aproximadament cap al 490 aC; però la fam a Roma està documentada el 470 aC i va ser Hieró de Siracusa qui va enviar el gra als romans per la seva enemistat amb els etruscs. L'any 458 aC els volscs van signar un tractat amb Roma i van obtenir drets com els proposats per Coriolà. Les conquestes dels volscs van ser reals i potser l'origen romà del personatge era posterior per transferir als romans la glòria de les seves gestes. Niebuhr suposa que el nom va derivar d'haver viscut a Corioli suposadament després de ser desterrat de Roma.